# 步度根
步度根（？—233年？），是中國東漢末年至三國時期的鮮卑首領之一。

## 生平
他是鲜卑联盟首领檀石槐之孙，上任大人魁頭之弟。魁頭去世後，步度根繼任，据有云中郡、雁门郡、北地郡、代郡及太原郡等地的全部或一部分区域。當時的鮮卑正處于分裂狀態，扶羅韓、軻比能等人也號稱大人。曹操攻佔幽州時，步度根與軻比能曾經向他上貢獻。魏文帝時，步度根遣使獻馬，魏文帝封他為王。因兄扶罗韩被鲜卑别部首领軻比能所杀，他和軻比能结怨。後來步度根與軻比能開戰，步度根實力較弱，於是與其眾萬餘人退入太原、雁門郡。并联络扶罗韩子泄归泥，共拒軻比能。黃初五年（224年），步度根入魏國宮殿貢獻，魏文帝厚加賞賜，此後步度根「一心守邊，不為寇害」。到了魏明帝青龍元年（233年），軻比能引誘步度根結和親，於是步度根歸附軻比能，叛魏，侵襲，殺掠吏民。在魏将秦朗追击下，逃到漠北，後來步度根被軻比能殺死。
| 前任： 魁頭 | 鮮卑首領 | 繼任： 軻比能 |